# Cordia fulva
Cordia fulva är en strävbladig växtart som beskrevs av Ivan Murray Johnston. Cordia fulva ingår i släktet Cordia, och familjen strävbladiga växter. Inga underarter finns listade i Catalogue of Life.